# نابالکان
نابالکان (به اسپانیایی: Navalcán) یک شهرستان در اسپانیا است که در استان تولدو واقع شده‌است.

## خصوصیات
نابالکان ۶۰ کیلومترمربع مساحت و ۲٬۲۳۸ نفر جمعیت دارد و ۳۹۴ متر بالاتر از سطح دریا واقع شده‌است.